# Petelia pallidula
Petelia pallidula là một loài bướm đêm trong họ Geometridae.